# Libental
Libental (ukr. Лібенталь, ros. Либенталь) – wieś na Ukrainie, w obwodzie odeskim, w rejonie odeskim.